# Jay Gruden
Jay Michael Gruden, född 4 mars 1967 i Tiffin i Ohio, är en amerikansk tränare och före detta utövare av amerikansk fotboll.

## Spelare
Jay Gruden spelade som quarterback för Louisville Cardinals (NCAA); Barcelona Dragons (WLAF) samt Sacramento Surge (NFL Europa). Gruden spelade också för Tampa Bay Storm och Orlando Predators i AFL.

## Tränare
Gruden började sin tränarkarriär 1997 med att vara offensiv koordinator för Nashville Kats (AFL). Året därpå blev han tränare för sitt gamla Orlando Predators och ledde dem till 2001. År 2002 tog hans bror Jon Gruden över tränarskapet i Tampa Bay Buccaneers (NFL) och utsåg Jay Gruden till assistent för lagets offensiv. Samma år vann Buccaneers och bröderna Super Bowl XXXVII. År 2004 återvände han till Predators och var tränare samtidigt som han arbetade för Buccaneers. År 2008 lämnade bröderna Buccaneers och 2009 blev Jay Gruden istället offensiv koordinator till Florida Tuskers (UFL). Året därpå blev han general manager och tränare för Tuskers. År 2011 återvände Gruden till NFL och blev offensiv koordinator till Cincinnati Bengals. Han var där fram tills säsong 2013 var färdigspelad. År 2014 utsågs han till tränare för Washington Redskins i NFL och var på den positionen fram till 2019. Året därpå arbetade han som offensiv koordinator för Jacksonville Jaguars (NFL). År 2022 fick han anställning hos Los Angeles Rams (NFL) som konsult för lagets offensiva spel.